# Centro de Cultura Belo Horizonte

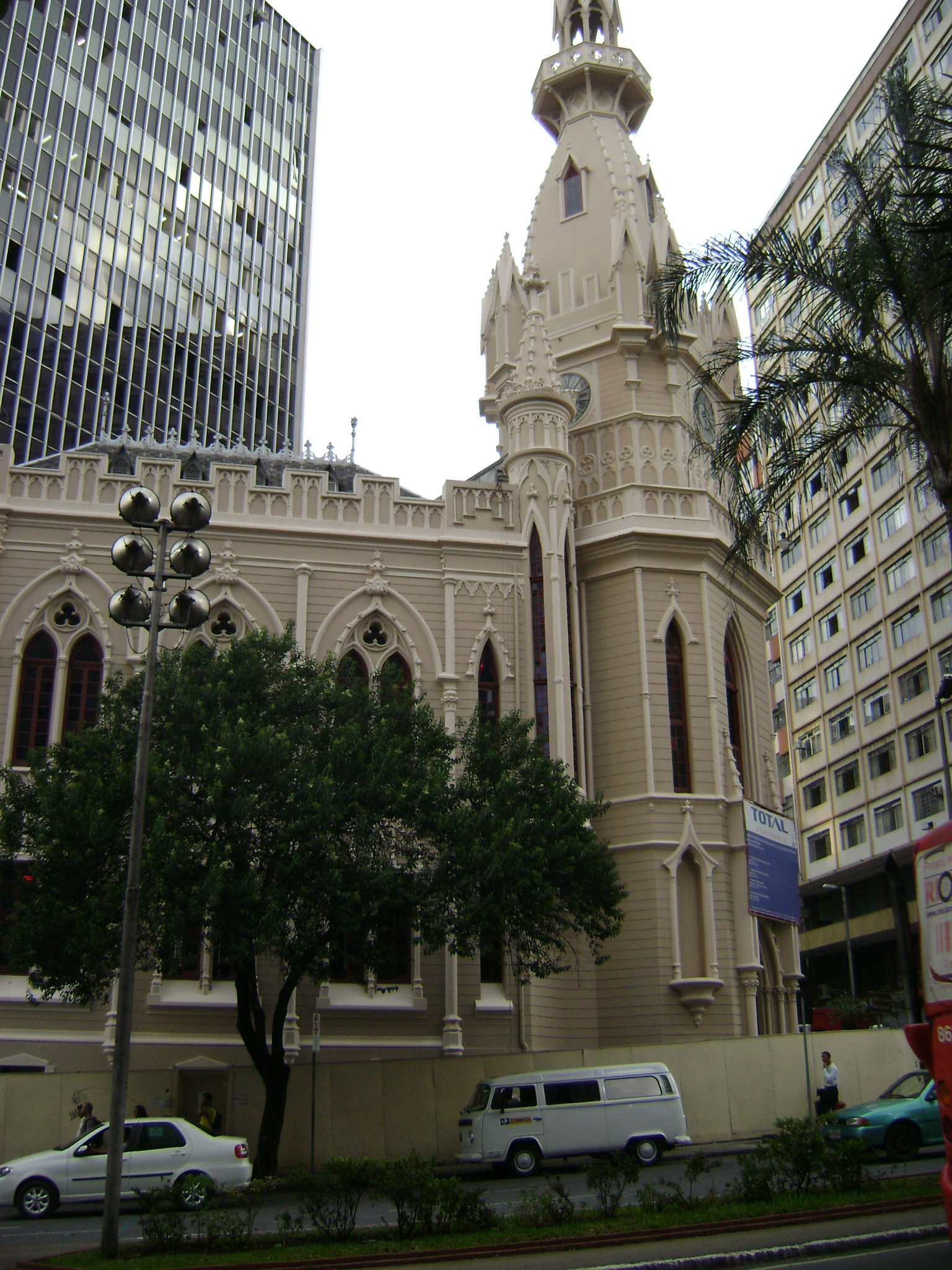
O Centro.

O Centro de Cultura Belo Horizonte ocupa uma das mais belas edificações da cidade, em uma localização privilegiada.
Desde 2012 abriga o Centro de Referência da Moda.
O prédio neogótico, em estilo manuelino, localizado na Rua da Bahia, nº 1149, esquina com Av. Augusto de Lima, foi construído em 1914. Já abrigou instituições de grande importância histórico-cultural para Belo Horizonte, como o Conselho Deliberativo da Capital, depois denominado Câmara Municipal, a Biblioteca Municipal, a primeira rádio da cidade (PRC-7, Rádio Mineira), a Escola de Arquitetura da UFMG, o Museu de Mineralogia Professor Djalma Guimarães e o Museu da Força Expedicionária Brasileira.

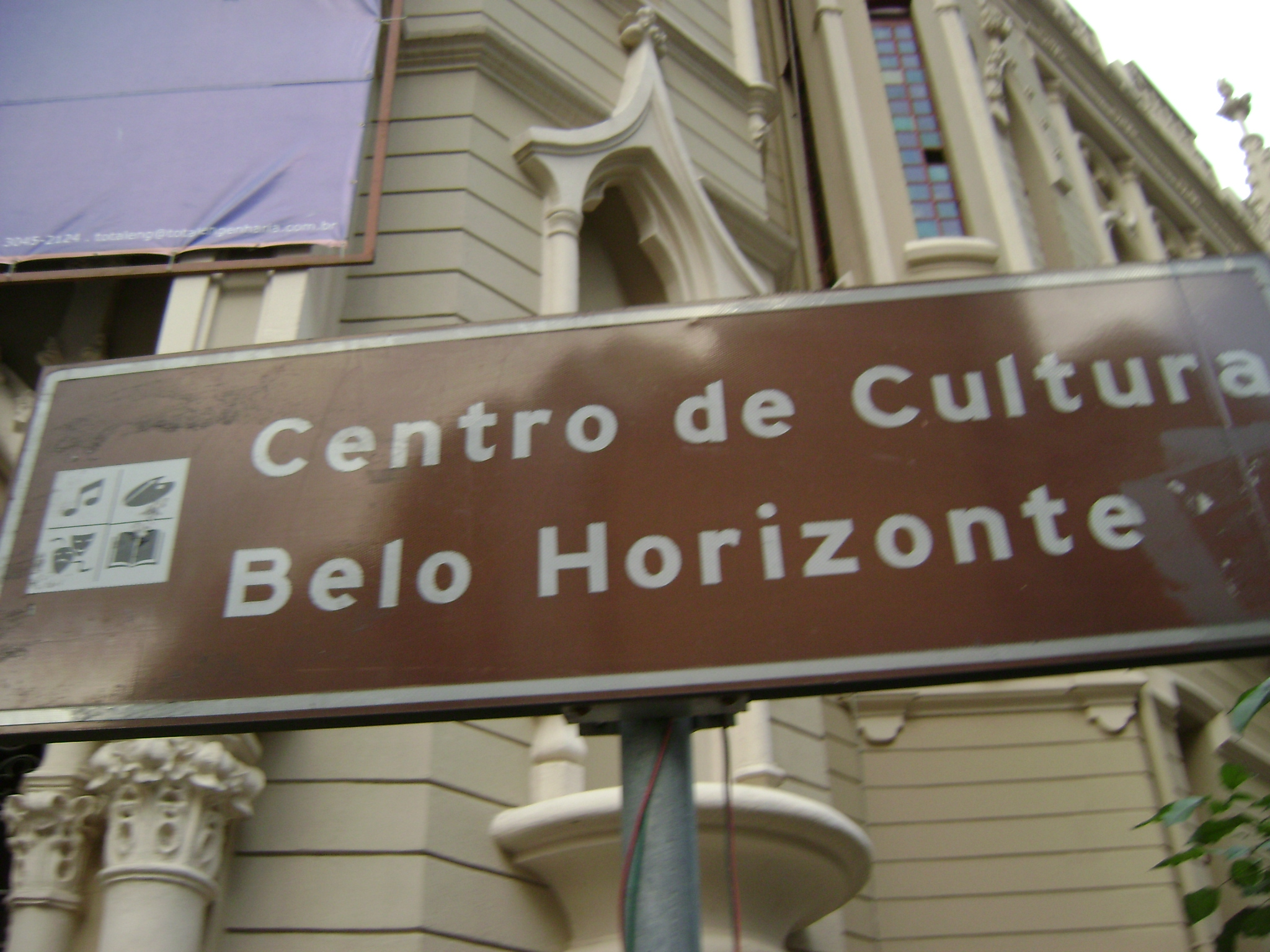
Placa indicativa do Centro.

1. ↑  «Centro de Referência da Moda de Belo Horizonte»